# 罗伯特·皮彭·马雷特

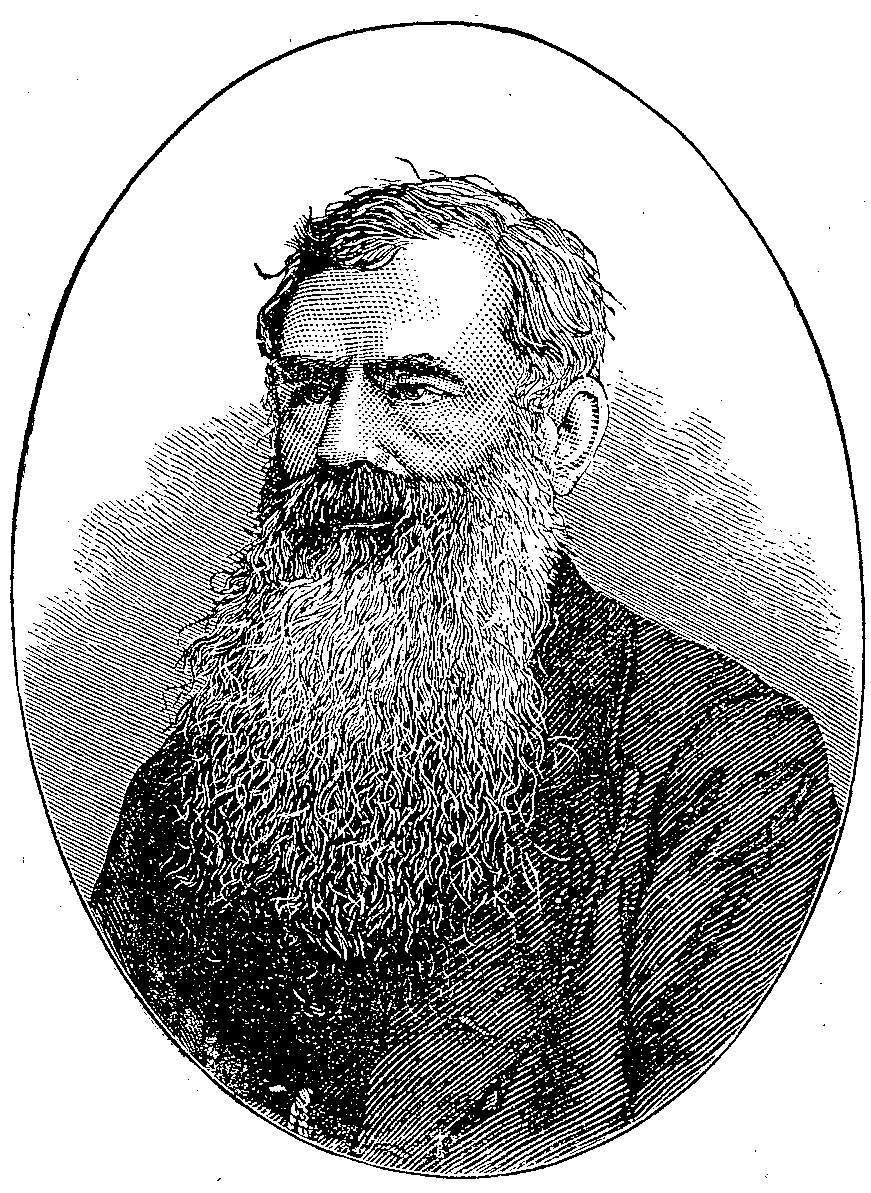
罗伯特·皮彭·马雷特爵士

罗伯特·皮彭·马雷特爵士（英語：Sir Robert Pipon Marett，1820年11月20日—1884年11月10日），笔名拉埃柳斯（Laelius），是一名法官、记者、诗人，并与1880年至逝世担任泽西岛行政官。
他于1820年11月20日生于圣彼得，就读于卡昂大学和索邦大学。他本想成为泽西的律师，并于1845年获得批准，但1846年母亲病故后全家移居法国布卢瓦。重返泽西岛后他进入政界，并于1856年被选为圣赫利尔高级警员。在市政府他没待多长时间，期间他把游行的道路拓展为人行道。
前任行政官去世留下了空缺，1858年3月马雷特被指定为副检察长。1866年他成为首席检察官，4年后成为行政官。同年他被封为骑士。
他还是泽西社的创始人，并且是女子教育的赞助人。罗伯特·雷纳夫·马雷特是他的儿子。1884年10月10日，他在圣布雷拉德的家中病逝。

## 文学
回到布洛瓦后，罗伯特·皮彭·马雷特成为《祖国报》（La Patrie）的创办者之一。自1849年起，他开始以笔名拉埃柳斯在上面发表诗歌。
他的《La Fille Malade》广为传颂，维克多·雨果的《未知诺曼底》（La Normandie inconnue）便是它的改写。据推测马雷特的《Lé R'tou du Terre-Neuvi oprès san prumi viage》影响了雨果1864年在泽西写的《穷人》（Les Pauvres gens）。他与根西诗人乔治·梅蒂维耶公开通信。他的诗一般不关心政治，但《La Bouonne Femme et ses Cotillons》嘲讽了保守派对宪法改革的阻碍。
他对泽西语感兴趣，并对使泽西语标准化作了很大努力。在当上高官后他不再发表诗歌，1874年家中失火烧毁了他的手稿，这对泽西语文学是个损失。